# Kaveldunsväxter
Kaveldunsväxter (Typhaceae) är en familj ibland de enhjärtbladiga växterna med två släkten och cirka 25 arter. Igelknoppssläktet (Sparganium) utgjorde tidigare det enda släktet i familjen igelknoppsväxter (Sparganiaceae) men räknas numera till kaveldunsväxterna.

## Användning
Kaveldun är ätbar och man bakar ibland bröd av dess frön. Detta används bara i nödfall och svält..